# 里耶 (安德尔-卢瓦尔省)
里耶（法語：Rillé，法語發音：[ʁije] ⓘ）是法国安德尔-卢瓦尔省的一个市镇，位于该省西北部，属于图尔区。

## 地理
里耶（47°27'1"N, 0°14'54"E）面积23.96 平方千米，位于法国中央-卢瓦尔河谷大区安德尔-卢瓦尔省，该省份为法国中西部省份，北起萨尔特省、东北接卢瓦-谢尔省，东南接安德尔省，南至维埃纳省，西临曼恩-卢瓦尔省。
与里耶接壤的市镇（或旧市镇、城区）包括：拉唐河畔沙奈、孔坦瓦尔、日泽、奥姆、努瓦扬维拉日。

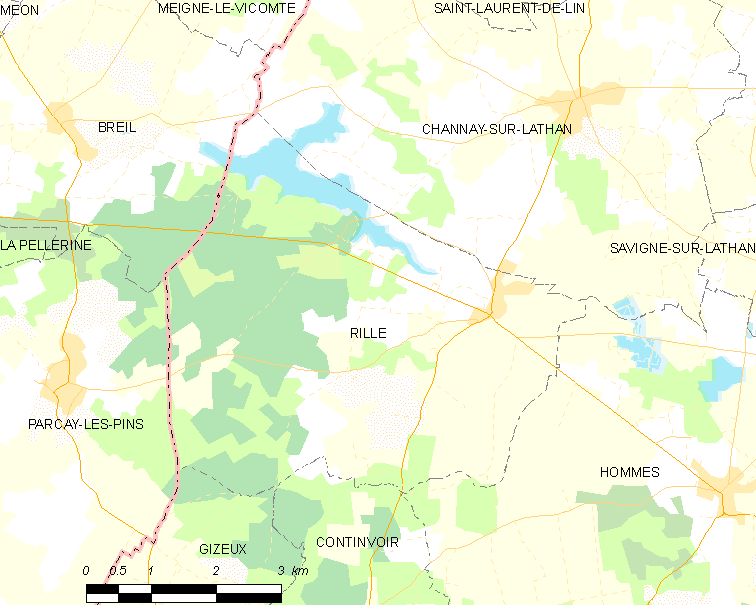
的OSM定位图

里耶的时区为UTC+01:00、UTC+02:00（夏令时）。

## 行政
里耶的邮政编码为37340，INSEE市镇编码为37198。

## 政治
里耶所属的省级选区为朗热县。

## 人口

1962-2008年间人口变化图示

里耶于2022年1月1日时的人口数量为314人。